# Sclerocollum rubimaris
Sclerocollum rubimaris är en hakmaskart som beskrevs av Schmidt och Ilan Paperna 1978. Sclerocollum rubimaris ingår i släktet Sclerocollum och familjen Rhadinorhynchidae. Inga underarter finns listade i Catalogue of Life.